# 100歳の少年と12通の手紙
『100歳の少年と12通の手紙』（ひゃくさいのしょうねんとじゅうにつうのてがみ、原題：Oscar et la Dame rose）は、2009年のフランス・ベルギー・カナダ合作のドラマ映画。
フランスの劇作家エリック＝エマニュエル・シュミットのベストセラー小説『神さまとお話しした12通の手紙』をシュミットが自ら脚色、監督して映画化した作品。
出演はミシェル・ラロックとアミールなど。
2012年に原作を元に日本で音楽とダンスを伴った朗読劇が、9月と12月に公演された。

## ストーリー
白血病で入院中の10歳の少年オスカーは、自分に対して本当のことを何も言わず、腫れ物に触るようにしか接しない大人たちに不信感を抱いていた。そんなある日、オスカーは宅配ピザ屋の女主人ローズと出会う。彼女の、言葉遣いは悪いが歯に衣着せぬストレートな物言いにオスカーは惹かれる。
ところが、オスカーへの骨髄移植が失敗し、余命が残りわずかしかないことを主治医のデュッセルドルフから知らされた両親が、ショックのあまりオスカーに会うことを拒む姿を盗み見てしまったオスカーは、大人への不信感を一層募らせ、心を閉ざす。誰とも話をしようとしないオスカーにデュッセルドルフが誰となら話がしたいか尋ねると、オスカーはローズとなら話してもいいと答える。
デュッセルドルフにオスカーの話し相手になるように強引に頼まれ、しぶしぶ応じたローズだったが、オスカーの置かれている状況と彼の大人への不信感を知ると、大晦日までの12日間、1日を10年と考えて過ごし、毎日神様に手紙を書くようにオスカーに言う。神様など信じないと言うオスカーだったが、ローズに諭され、早速手紙を書く。ローズはそれを神様に届けるとして預かり、そのコピーをこっそりデュッセルドルフに渡すと、手紙はオスカーの見ている前で風船に付けて空に飛ばす。
それから毎日、10歳ずつ年を重ねることになったオスカーは、ローズの助けを借りながら、10代で同じ病棟に入院しているペギーに恋をし、20代で彼女と結婚、30代でローズや他の入院中の子供たちを養子にして、40代で夫婦の危機を乗り越えるなど、普通の男の普通の人生を味わう。そしてクリスマスの夜、両親も自分と同じように「いずれは死ぬ」という当たり前のことに改めて気付いたオスカーは両親と仲直りする。
幸せを感じるオスカーだったが、病魔は着実に進行する。夢の中で神の存在を感じたオスカーはその感動を手紙にしたためる。そして大晦日、オスカーは穏やかに亡くなる。
ローズの家の玄関先にオスカーの両親がオスカーの遺品を詰めた箱を置いていく。その箱には、短い期間ではあったがローズとオスカーの2人の思い出が詰まったものが入っていた。そして「死」を極端に恐れ、決して葬儀に参列することがなかったローズは、生まれて初めて、遠くからではあったが、オスカーの葬儀を見守る。そして自分の無力感に苛まれるデュッセルドルフを励ます。
冬が終わり、春になる。ローズは病院の前で移動ピザ屋を開く。そして小児病棟の子供たちにピザを食べさせてやる。

## 登場人物
- ローズ - ミシェル・ラロック
- オスカー - アミール（フランス語版）
- デュッセルドルフ医師 - マックス・フォン・シドー
- ゴメット婦長 - アミラ・カサール
- オスカーの母親 - コンスタンス・ドレ（フランス語版）
- オスカーの父親 - ジェローム・キルシャー（フランス語版）
- リリー - ミレーヌ・ドモンジョ： ローズの母。

## 朗読劇
原作を元に、アトリエ・ダンカンプロデュースによる『音楽×ダンス×朗読 観る朗読劇「100歳の少年と12通の手紙」』が2012年9月12日から23日にかけて初演、同年12月26日から28日にかけてアンコール公演が共に東京グローブ座で上演された。
スタッフ
- 原作：エリック=エマニュエル・シュミット
- 訳：阪田由美子（河出書房新社）
- 演出：鈴木勝秀
- 音楽：前嶋康明
- 振付：平山素子
- 主催：TV朝日、WOWOW、イープラス

9月公演キャスト
- 朗読
  - 9月12日 19時：多田直人×柴田理恵
  - 9月13日 19時：小西遼生×杏子
  - 9月14日 19時：古川雄大×萩野志保子（アナウンサー）
  - 9月15日 13時・17時：成海璃子×江波杏子
  - 9月16日 13時：新納慎也×彩吹真央[4]
  - 9月16日 17時：新納慎也×彩吹真央[4]
  - 9月17日 13時・17時：宮野真守×萬田久子
  - 9月18日 19時：竹財輝之助×秋野暢子
  - 9月19日 14時・19時：山崎育三郎×涼風真世
  - 9月20日 19時：川平慈英×香寿たつき
  - 9月21日 14時・19時：松岡充×木の実ナナ
  - 9月22日 13時・17時：安倍なつみ×木村多江
  - 9月23日 14時：池松壮亮×南果歩
- ダンス：中島周
- ヴォーカル：大嶋吾郎、久保田陽子

12月公演キャスト
- 朗読
  - 12月26日 14時・19時：小野賢章×阿知波悟美
  - 12月27日 13時：佐藤永典×柴田理恵
  - 12月27日 19時：小西遼生×柴田理恵
  - 12月28日 13時・17時：村井良大×杜けあき
- ダンス
  - 平山素子（26日14時・27日19時・28日13時）
  - 中島周（26日19時・27日13時・28日17時）
- ヴォーカル：大嶋吾郎、久保田陽子